# أوكرليزوماب
أوكرليزوماب هو جسم مضاد وحيد النسيلة مأنسن تطوره بيوجن آيدك وجنينتك [الإنجليزية] التابعة لهوفمان-لا روش يستهدف الخلايا البائية لذا فهو دواء كبت مناعة.

## الاستعمال
يستعمل أوكرليزوماب في علاج التصلب اللويحي المعند أو الأولي المتقدم . ويعطى عن طريق التسريب الوريدي.

## الدراسات السريرية
وصلت التجارب السريرية لهذا الدواء إلى المرحلة الثالثة في التهاب المفاصل الروماتويدي والذئبة الحمامية والمرحلة الثانية في أورام الدم والتصلب اللويحي.
أعلنت روش في آذار 2010 أنها علقت الدراسات السريرية الخاصة بالتهاب المفاصل الروماتويدي والذئبة الحمامية بسبب حالات الوفاة الناتجة من العدوى الانتهازية، لكنها واصلت الدراسات الخاصة بالتصلب اللويحي.